# Massimo Strazzer
Massimo Strazzer (Zevio, província de Verona, 17 d'agost de 1969) va ser un ciclista italià que fou professional entre 1991 i 2004. Bon esprínter, va participar en nombroses edicions del Giro d'Itàlia, en què tot i no guanyar mai cap etapa va guanyar la classificació dels punts de l'edició de 2001 i l'Intergiro el 2001 i 2002. Es retirà el 2004, després d'una temporada marcada per una caiguda patida al Giro d'Itàlia.

## Palmarès
- 1992
  - Vencedor d'una etapa de la Setmana Ciclista Internacional
- 1993
  - Vencedor d'una etapa de la Tirrena-Adriàtica
- 1994
  - Vencedor de 3 etapes de la Volta a Portugal
- 1995
  - Vencedor d'una etapa del Tour de Vaucluse
  - Vencedor d'una etapa de la Volta a Portugal
- 1996
  - Vencedor d'una etapa dels Tres dies de La Panne
- 1997
  - 1r a la Classica d'Almeria
  - Vencedor de 2 etapes de la Volta a Múrcia
  - Vencedor d'una etapa del Tour del Mediterrani
- 1998
  - Vencedor d'una etapa de la Volta a la Comunitat Valenciana
  - Vencedor d'una etapa de la Volta a Suècia
- 1999
  - Vencedor d'una etapa de la Tirrena-Adriàtica
  - Vencedor d'una etapa de la Volta a Polònia
- 2000
  - Vencedor d'una etapa de la Bayern Rundfahrt
- 2001
  -  1r de la Classificació per punts.  1r de l'Intergiro i 1r de la Combativitat al Giro d'Itàlia
- 2002
  - 1r a la Classica d'Almeria
  - 1r a la Stausee Rundfahrt
  - Vencedor de 3 etapes del Circuit de La Sarthe
  -  1r de l'Intergiro i de la Combativitat al Giro d'Itàlia
- 2003
  - Vencedor d'una etapa del Circuit de La Sarthe
  - Vencedor d'una etapa de la Bayern Rundfahrt

### Resultats al Tour de França
- 1997. Abandona (9a etapa)

### Resultats a la Volta a Espanya
- 1994. Abandona
- 1998. Abandona

### Resultats al Giro d'Itàlia
- 1992. 140è de la classificació general
- 1994. Abandona
- 1995. Abandona
- 1996. Abandona
- 1998. 91è de la classificació general
- 1999. 108è de la classificació general
- 2001. 94è de la classificació general.  1r de la Classificació per punts.  1r de l'Intergiro. 1r de la classificació de la combativitat
- 2002. 116è de la classificació general.  1r de l'Intergiro. 1r de la classificació de la combativitat.
- 2004. No surt (10a etapa)

### Resultats a laCopa del Món de ciclisme en pista
- 2002
  - 1r a Cali, en Persecució per equips